# Bemisiella
Bemisiella is een geslacht van halfvleugeligen (Hemiptera) uit de familie witte vliegen (Aleyrodidae), onderfamilie Aleyrodinae.
De wetenschappelijke naam van dit geslacht is voor het eerst geldig gepubliceerd door Danzig in 1966. De typesoort is Bemisiella artemisiae.

## Soorten
Bemisiella omvat de volgende soorten:
- Bemisiella artemisiae Danzig, 1966
- Bemisiella lespedezae Danzig, 1966